# Arsen(III)-iodid
Arsen(III)-iodid ist eine anorganische chemische Verbindung des Arsens aus der Gruppe der Iodide.

## Gewinnung und Darstellung
Arsen(III)-iodid kann durch Reaktion von Arsen(III)-chlorid mit Kaliumiodid oder aus den Elementen gewonnen werden.
{\displaystyle \mathrm {AsCl_{3}+3\ KI\longrightarrow AsI_{3}+3\ KCl} }
{\displaystyle \mathrm {2\ As+3\ I_{2}\longrightarrow 2\ AsI_{3}} }
Es kann auch aus Arsen(III)-oxid durch Reaktion mit Salzsäure und einer Kaliumiodid-Lösung gewonnen werden.
{\displaystyle \mathrm {As_{2}O_{3}+6\ HCl+6\ KI\longrightarrow 2\ AsI_{3}+6\ KCl+3\ H_{2}O} }

## Eigenschaften

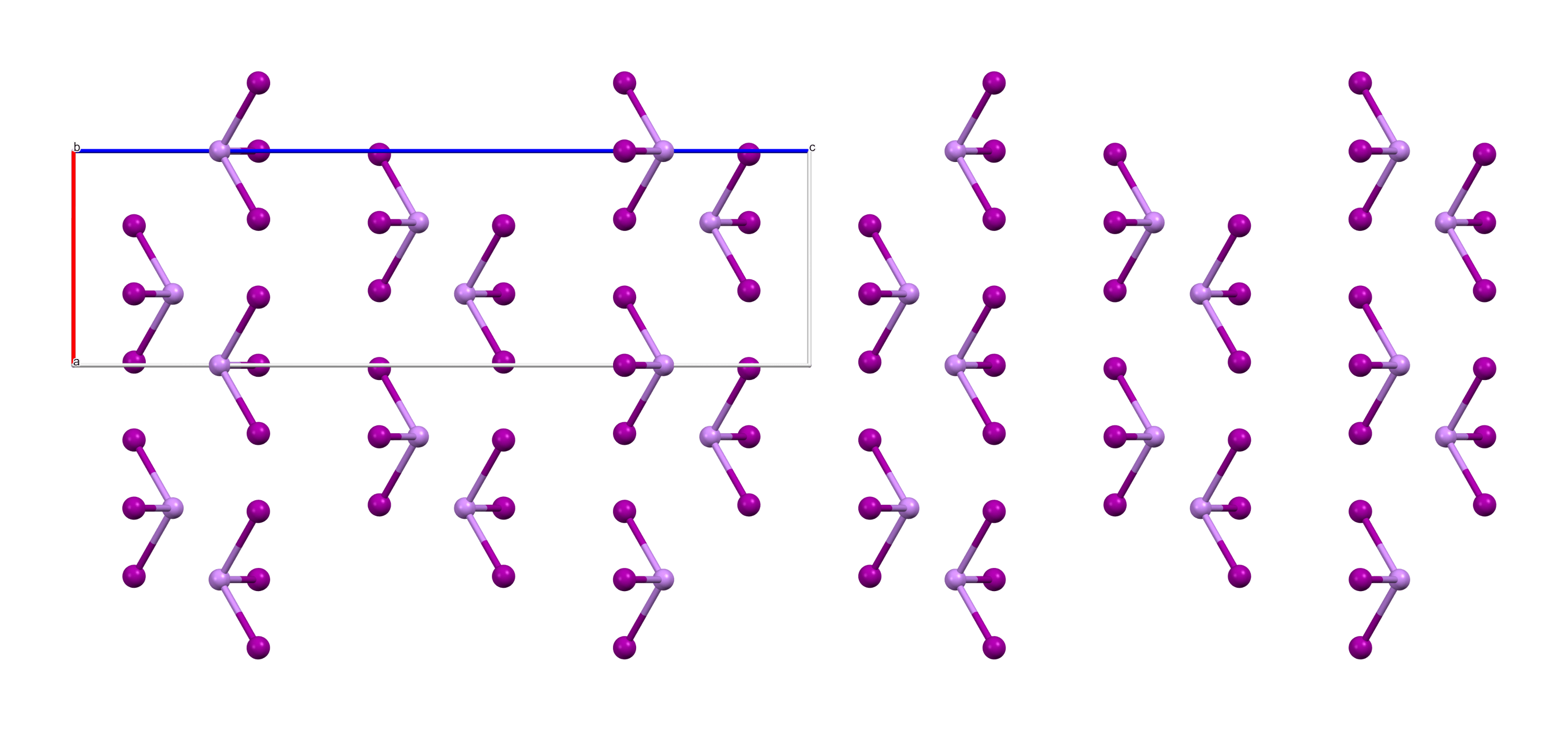
Ausschnitt aus der Kristallstruktur von Arsen(III)-iodid

Arsen(III)-iodid ist ein rot-oranger Feststoff mit stechendem Geruch, der sich in Wasser langsam zersetzt.
{\displaystyle \mathrm {AsI_{3}+3\ H_{2}O\longrightarrow H_{3}AsO_{3}+3\ HI} }
An Luft zersetzt er sich allmählich zu Iod und Arsen(III)-oxid. Er besitzt eine trigonale Kristallstruktur mit der Raumgruppe R3 (Raumgruppen-Nr. 148). Ab 110 °C liegt die Verbindung als Hochtemperaturmodifikation mit einer Kristallstruktur mit der Raumgruppe P3212 (Nr. 153) vor.

## Verwendung
Arsen(III)-iodid wurde früher zur Behandlung von Dermatitis bei Katzen und als Donovan’s Lösung zur Behandlung von Hautentzündungen und anderen Erkrankungen verwendet.